# Moord op Dirk Post
De moord op Dirk Post was een geruchtmakende moord in Nederland die plaatsvond op 17 november 2009. De veertienjarige Dirk Post werd op 18 november 2009 dood aangetroffen in het Urkerbos na een dag eerder als vermist te zijn opgegeven. Op 20 november, twee dagen nadat het lichaam was aangetroffen werden drie minderjarige verdachten aangehouden van respectievelijk 15, 13 en 12 jaar oud. De 15-jarige hoofdverdachte, Jaap van der H. werd veroordeeld tot een jaar jeugddetentie en jeugd-tbs.

## Moord
Volgens de verdachte Jaap van der H. besloten de vier vrienden om op de middag van 17 november 2009, occulte bezigheden te verrichten op een verlaten plek in het Urkerbos. Dit ging een tijdje door totdat volgens de verdachte, Post een opmerking maakte die niet goed viel bij Van der H. Deze is daarna volgens eigen zeggen erg boos geworden en haalde een mes uit de binnenzak van zijn jas, toen de andere twee verdachten van 13 en 12 dit zagen vluchtten ze. Vervolgens sneed Van der H. langs de keel van Post en begon Van der H, hem meerdere keren te steken in de regio van zijn buik.

## Aanhouding van Jaap Van der H.
Op 20 november 2009 werd Van der H. samen met twee andere verdachten aangehouden voor de moord op Dirk Post. Van der H. gaf toe aanwezig te zijn geweest bij de activiteiten maar ontkende de moord.

## Rechtszaak
Jaap van der H. werd veroordeeld tot een jaar jeugddetentie en jeugd-tbs. De twee medeverdachten werden vrijgesproken. De rechtbank in Lelystad achtte bewezen dat de verdachte, Dirk Post in het Urker Bos met messteken had gedood. Van der H. kreeg de maximumstraf die tegen een 16-jarige geëist kon worden. De jeugddetentie en jeugd-tbs zijn door de jaren heen meerdere keren verlengd.

## Media-aandacht
De moord kreeg veel aandacht van de media. Mede omdat de dader en het slachtoffer van relatief jonge leeftijd waren en vanwege de christelijke achtergrond van het dorp waar de twee in woonden. De gemeenschap van Urk organiseerde een stille tocht waar drieduizend mensen aan meededen. Post werd op 24 november 2009 na een rouwdienst in Hervormde kerk De Ark onder grote belangstelling begraven.